# Бахарски округ
Бахарски округ (перс. شهرستان بهار) је један од девет округа у покрајини Хамадан на западу Ирана. Главни град округа је Бахар.
По попису из 2006. године, у округу је живело 121.590 становника, у 29.345 породица.
Округ је подељен у три области: Централна област, Салехабад област и Лалеџин област. 
Округ има четири града: Лалеџин, Мохаџеран, Салехабад и Бахар.